# Cuphea megalophylla
Cuphea megalophylla là một loài thực vật có hoa trong họ Lythraceae. Loài này được S.F.Blake mô tả khoa học đầu tiên năm 1918.